# Derolus nigritulus
Derolus nigritulus är en skalbaggsart som beskrevs av Stefan von Breuning 1978. Derolus nigritulus ingår i släktet Derolus och familjen långhorningar. Inga underarter finns listade i Catalogue of Life.